# Campaign for Liberty
Campaign for Liberty (Campaña por la Libertad), también conocida como C4L, es una organización política fundada por el doce veces congresista de Estados Unidos, Ron Paul. Campaign for Liberty se centra en educar a los funcionarios electos y al público en general sobre los asuntos constitucionales, y actualmente ofrece un programa de membresía. Su estatus legal es la de una organización 501c4 sin ánimo de lucro.
Campaign for Liberty se anunció el 12 de junio de 2008, como una forma de continuar con la base de apoyo que participó en la campaña presidencial de Ron Paul en 2008, conocida por sus simpatizantes como Ron Paul Revolution, correspondiendo con la suspensión de esa campaña. Paul anunció oficialmente durante la Convención Republicana de Texas la creación de esta nueva organización conocida como la Campaign for Liberty. Ron Paul fundó C4L con una parte de los más de 4.7 millones USD que quedaron de su campaña presidencial, y actualmente también recibe fondos de donaciones por correo e Internet.
La misión de la Campaign for Liberty es promover y defender los principios de la libertad individual, el gobierno constitucional, una moneda sólida, los mercados libres, y el no intervencionismo, a través de la educación y la actividad política. La organización también funciona como una agencia de noticias relacionadas con sus principios.
La estrategia que usa C4L, según su declaración de principios, se realiza a través de las siguientes actividades:
- Ganar terreno en la vida política en todos los niveles de gobierno ampliando la presencia de líderes en los distritos electorales.
- La educación de los electores y mover grupos de presión contra la legislación inconstitucional.
- Fomentar la formación de grupos de discusión y clubes de lectura en el nivel local para ayudar a la gente a aprender más acerca de las ideas de la organización.
- El establecimiento de una oficina de oradores para dar presentaciones en todo el país sobre los principios que defienden.
- Comentarios escritos y de vídeo en las noticias y temas de actualidad.

Campaign for Liberty tiene una organización hermana juvenil, Young Americans for Liberty.
La primera iniciativa política de gran alcance de Campaign for Liberty involucra presionar por la transparencia de la Reserva Federal, apoyando la ley HR 1207 para realizar una auditoría a la FED, llamada Ley de Transparencia de la Reserva Federal de 2009.